# Юрьев, Алексей Михайлович
Алексе́й Миха́йлович Ю́рьев (псевдоним — Алексеев) (род. в октябре 1887, г. Козлов Тамбовской губ. (по другим данным — в Москве) — ум. не ранее 1922) — председатель Мурманского краевого Совета рабочих и солдатских депутатов в 1918.

## Биография
Учился в коммерческом училище, но курс не закончил. В 1908 эмигрировал в США. Проживал в Нью-Йорке, сотрудничал в социал-демократической печати (меньшевистской, затем большевистской газете «Новый Мир», вместе с Л. Д. Троцким). Член РСДРП(б) с 1917.
7 ноября 1917 г. в качестве кочегара парохода «Вологда», входившего в Добровольный флот, Юрьев прибыл в Мурманск и стал депутатом от экипажа «Вологды» в Мурманском Совете рабочих, солдатских и матросских депутатов. Он был избран товарищем (заместителем) председателя исполкома Совета, которого часто замещал; вскоре был избран на пост председателя. Кроме того, Юрьев входил в состав Народной коллегии Мурманского района — созданного 2 февраля 1918 года верховного коллективного органа власти и управления на территории Мурманского края, командовавшего обороной края и осуществлявшей в нём гражданское управление.
Мурманск зависел от поставок угля и продовольствия Великобританией и Францией. Во время переговоров о заключении Брестского мира, опираясь на телеграмму Л. Д. Троцкого от 1 марта с указанием «…принять всякое содействие союзных миссий и противопоставить все препятствия против хищников», Юрьев заключил 2 марта 1918 г. «Словесное, но дословно запротоколированное соглашение Мурманского Совета с представителями Антанты» следующего содержания:
«§ 1. Высшая власть в пределах Мурманского района принадлежит Мурманскому Совдепу. § 2. Высшее командование всеми вооруженными силами района принадлежит под верховенством совдепа Мурманскому военному совету из 3 лиц — одного по назначению Советской власти и по одному от англичан и французов. § 3. Англичане и французы не вмешиваются во внутреннее управление районом: о всех решениях совдепа, имеющих общее значение, они осведомляются совдепом в тех формах, какие по обстоятельствам дела будут признаны нужными. § 4. Союзники принимают на себя заботу о снабжении края необходимыми запасами».
(Документы внешней политики СССР. Т. 1. М., 1957, с. 221)
На основании этого соглашения 6 марта 1918 г. в Мурманский порт вошел английский крейсер «Глори», высадивший десант морской пехоты 170 человек. 14 марта был высажен десант с английского крейсера «Кокрейн», 18 марта с французского крейсера «Адмирал Об».
Архангельский губернский исполком (Мурманск относился к Архангельской губернии) и исполком Мурманской железной дороги выступили против политики Юрьева и обратились по этому поводу в Совнарком. Троцкий 22 марта ответил, что «помощь заинтересованных иностранцев допустима» и что Мурманский Совет действует по его указаниям, эту телеграмму Юрьев опубликовал в «Известиях Мурманского Совета РСД» (№ 57).
Но В. И. Ленин и И. В. Сталин передали Юрьеву: «Если Вы добьётесь письменного подтверждения заявления англичан и французов против возможной оккупации, это будет первым шагом к скорой ликвидации того запутанного положения, которое создалось, по нашему мнению, помимо Вашей воли».
23 марта 1918 был создан Мурманский краевой Совет, вначале под председательством С. И. Архангельского, затем председателем стал Юрьев. 6 июня Ленин и Г. В. Чичерин потребовали от Юрьева прекратить содействие нарушающим нейтралитет британцам и французам. В ответ Ленину Юрьев отправил 5 телеграмм. В последней, 15 июня, Юрьев утверждал: «Противосоюзническая политика Краесовдепа невозможна». 21 июня Юрьев предложил Главному морскому штабу привлечь к обороне Мурмана военные силы США. 26 июня Ленин послал Юрьеву последнюю телеграмму: «Если Вам до сих пор не угодно понять советской политики, равно враждебной и англичанам и немцам, то пеняйте на себя…»
30 июня на расширенном собрании Центромура Юрьев добился поддержки матросов в осуществлении политики «идти рука об руку с всеми бывшими союзниками». В ночь с 1 на 2 июля состоялся разговор Юрьева с Лениным и Чичериным.
2 июля 1918 в газете «Известия ВЦИК» было опубликовано краткое оповещение, что «председатель Мурманского Совдепа Юрьев, перешедший на сторону англо-французских империалистов и участвующий во враждебных действиях против Советской Республики, объявляется врагом народа и становится вне закона» (подписи: Ленин, Троцкий).
Несмотря на это, Юрьев оставался председателем Мурманского краевого Совета и членом Народной коллегии Мурманского края до их роспуска в октябре 1918 г. Постановлением Верховного управления Северной области (ВУСО) 5 августа 1918 Мурманский Краесовет был признан органом управления, права которого соответствовали прежним «губернским правительственным установлениям» и губернским земствам. Для надзора за законностью действий Краесовета, а также «для проведения быстрых, решительным мероприятий в интересах общегосударственных» ВУСО назначило чрезвычайного комиссара Мурманского края. В октябре ВУСО восстановило в Александровском и Кемском уездах земское самоуправление, и 14 октября 1918 Мурманский краевой Совет был ликвидирован.
После роспуска Краесовета Юрьев заведовал продовольственным складом, затем работал переводчиком у Пирса, американского консула в Мурманске. Некоторое время находился под следствием у белых властей как «агент советской власти». Пирс описывал его как «невежественного, но честного моряка со здравым смыслом».
На момент ухода интервентов с Севера находился в Архангельске.
В феврале 1920 Юрьев был приговорён Московским Ревтрибуналом за «преступную сдачу Мурманска» к расстрелу. Виновным себя не признал. В связи с отменой смертной казни постановлением ВЦИК от 17.01.1920, расстрел был заменён на 10 лет тюрьмы. По одним данным, Юрьев 16 января 1922 г. был досрочно освобождён, по другим — продолжал находиться в заключении. Его дальнейшая судьба неизвестна.